# Bayer Schering Pharma
Pour les articles homonymes, voir BSP.
Bayer Schering Pharma (BSP) est un laboratoire pharmaceutique d'origine allemande, division de l'entreprise Bayer santé (Bayer Healthcare) appartenant au groupe chimique et pharmaceutique Bayer AG.
Bayer Schering Pharma développe et commercialise principalement des médicaments dans les domaines de l'oncologie, l'hématologie, la cardiologie, les contraceptifs, ainsi que des produits de contraste pour l'imagerie médicale.